# Оливерос, Агустин
Агусти́н Оливе́рос Ка́но (исп. Agustín Oliveros Cano; родился 17 августа 1998 года, Монтевидео) — уругвайский футболист, защитник клуба «Некакса».

## Биография
Оливерос — воспитанник столичного клуба «Расинг». 21 июля 2018 года в матче против «Пеньяроля» он дебютировал в уругвайской Примере. 5 декабря 2019 года в поединке против «Пласа Колония» Агустин забил свой первый гол за Расинг. В начале 2020 года Оливерос перешёл в «Насьональ». 9 марта в матче против «Монтевидео Уондерерс» он дебютировал за новую команду. 20 августа в поединке против «Монтевидео Сити Торке» Агустин забил свой первый гол за «Насьональ».
18 ноября 2020 года дебютировал в сборной Уругвая в матче отборочного турнира к ЧМ-2022 против Бразилии (0:2).

## Титулы и достижения
- Чемпион Уругвая (1): 2020